# Ambasciata dell'Ecuador a Londra
L'ambasciata dell'Ecuador a Londra è l'organo diplomatico di rappresentanza dell'Ecuador nel Regno Unito. L'edificio è retto dall'ambasciatore dell'Ecuador al Regno Unito. Si trova nel distretto Knightsbridge in un palazzo che ospita anche l'ambasciata della Colombia, in prossimità di Harrods, il giardino Hans Place e lo Hyde Park all'incrocio con Basil Street, ed è raggiungibile dalla stazione di Knightsbridge.
L'ambasciata dell'Ecuador è stata la residenza temporanea di Julian Assange, attivista, giornalista ed editore, dal 19 giugno del 2012 avendo chiesto diritto d'asilo che, il 16 agosto 2012, fu concesso dal governo ecuadoregno, fino all'11 aprile del 2019, quando Assange è stato arrestato dalla polizia londinese.
L'ambasciata è incaricata di rappresentare gli interessi del presidente e del governo dell'Ecuador, promuovendo le relazioni tra il paese sudamericano e le altre nazioni, promuovendo l'immagine e la cultura dell'Ecuador, assicurando la sicurezza dei cittadini ecuadoregni all'estero e, infine, favorendo il turismo verso il paese latino.
L'edificio che ospita l'ambasciata è costituito da mura in mattoni rossi con una facciata rivestita di stucco bianco sulla Hans Crescent a Knightsbridge, Londra. L'ambasciata è costituita da una serie di stanze che occupano il pianterreno dell'edificio.
L'Ecuador è inoltre rappresentato da un consolato in Kings Cross Road a Londra[9] e da un ufficio per l'assistenza navale e la rappresentanza permanente all'Organizzazione marittima internazionale a Wimbledon, Londra.[1]

## Rifugio di Julian Assange

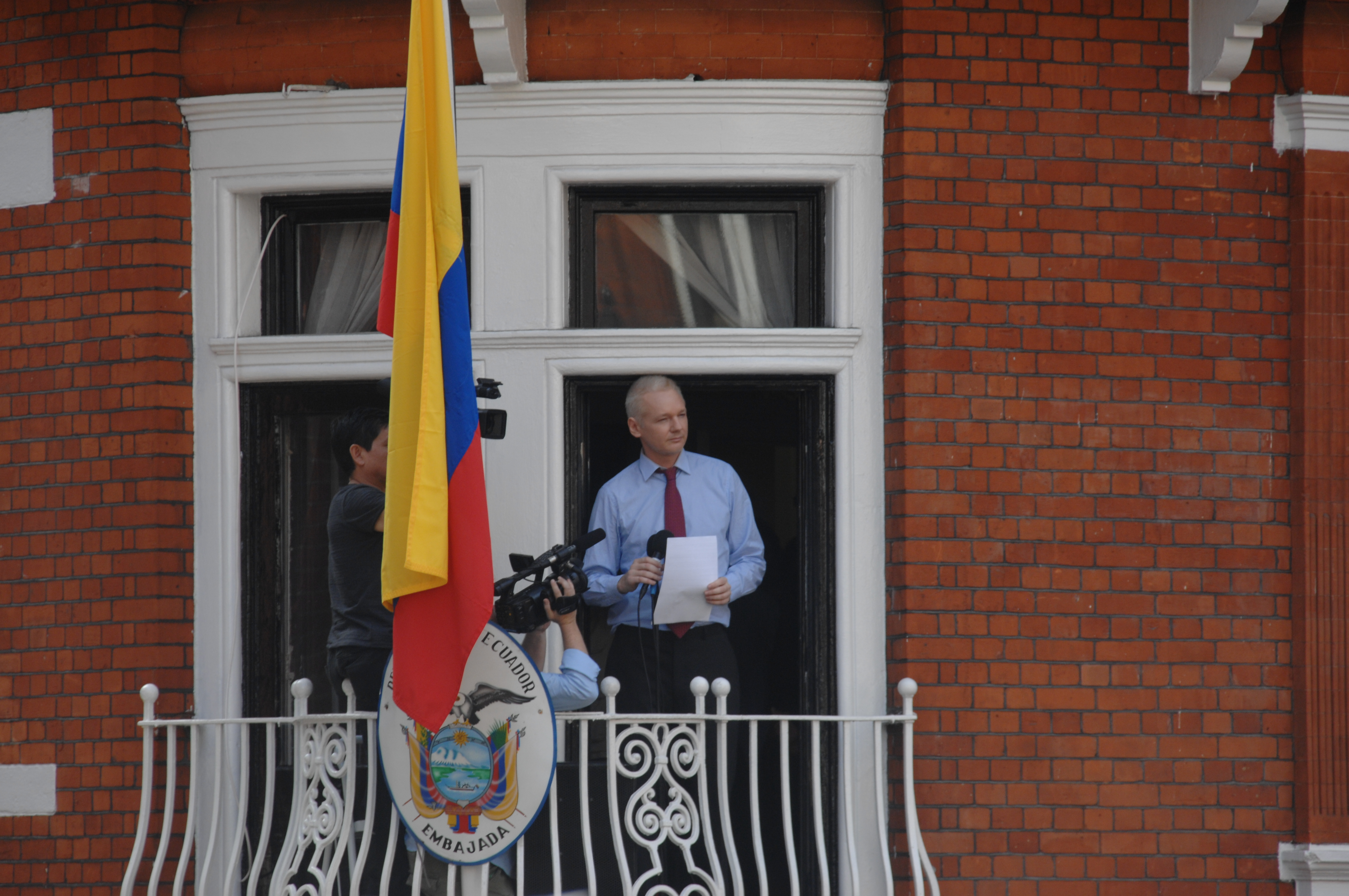
Julian Assange nell'ambasciata dell'Ecuador nell'agosto 2012

Il co-fondatore di Wikileaks Julian Assange risiedette nell'ambasciata, dopo esservi entrato il 19 giugno del 2012 chiedendo asilo politico in quanto ricercato in Svezia per rispondere all'accusa di quattro diversi abusi sessuali; nonostante l'accusa svedese abbia lasciato cadere queste richieste. La domanda di asilo di Assange venne accettata dal governo ecuadoregno il 16 agosto 2012.
Il governo inglese pensò di utilizzare i propri poteri derivanti dal Diplomatic and Consular Premises Act del 1987 in modo da entrare nell'ambasciata ed arrestare Assange avendo prima notificato i diplomatici dell'operazione. Tuttavia, più tardi abbandonò l'idea a seguito della condanna da parte del ministro degli esteri dell'Ecuador Ricardo Patiño e del presidente Rafael Correa. Patiño parlò delle idee del governo britannico come "una chiara violazione delle leggi internazionali e dei protocolli stabili nella Convenzione di Vienna".

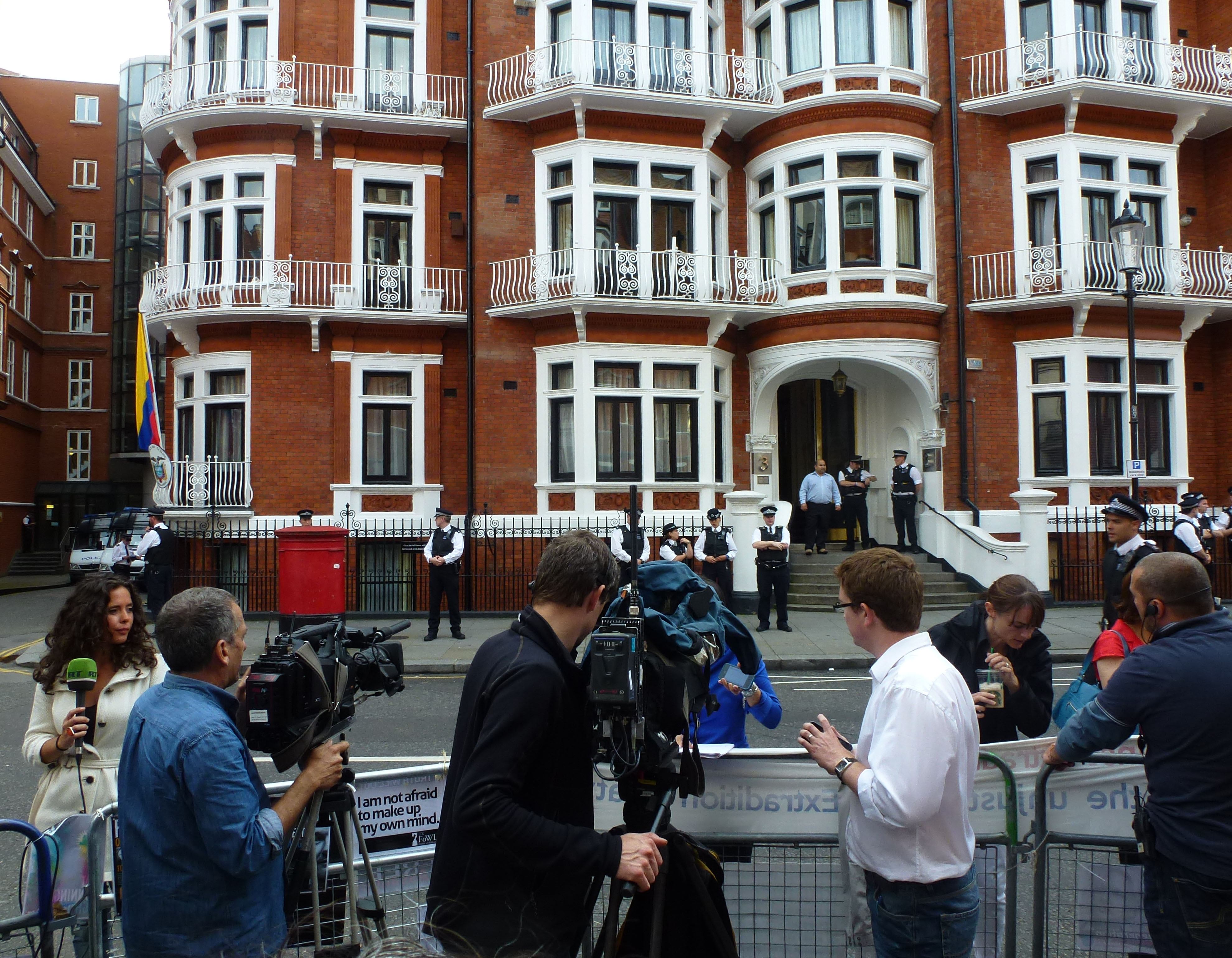
La stampa fuori l'ambasciata ecuadoregna nell'agosto 2012

Il 16 agosto del 2012 polizia e dimostranti si assieparono fuori dall'ambasciata, con alcuni scontri e arresti tra i due gruppi. Tre giorni dopo, Assange tenne un discorso dal balcone dell'ambasciata. Il discorso di Assange fu preceduto da una dichiarazione di Baltasar Garzón, capo del team legale che assisteva Assange. L'evento fu accompagnato da proteste in Ecuador nei dintorni dell'ambasciata britannica a Quito, così come da supporto per l'approvazione da parte del presidente Correa della richiesta di asilo.
Il 22 agosto del 2012, il presidente ecuadoregno Correa dichiarò che Assange avrebbe potuto rimanere senza limiti di tempo nell'ambasciata, ma che allo stesso tempo l'Ecuador sarebbe stato aperto a negoziare con il governo inglese se quest'ultimo avesse cancellato i piani di entrare fisicamente nell'ambasciata.
Nell'agosto del 2014, Assange tenne una conferenza stampa in cui annunciò che "presto avrebbe lasciato l'ambasciata".
Varie fotografie pubblicate dalla stampa fuori dall'ambasciata hanno dimostrato che Assange sarebbe stato arrestato "in ogni circostanza". Le misure di sicurezza e di polizia durante i primi due anni dell'asilo di Assange ebbero un costo di 6,5 milioni di sterline. Prima che nel febbraio del 2015 venne abolita la guardia armata, i costi per proteggere Assange avevano raggiunto i 10 milioni di sterline. L'11 aprile del 2019, agenti della Metropolitan Police sono entrati nell'ambasciata e hanno arrestato Assange, dopo che l'Ecuador ha revocato la sua concessione dell'asilo.